# Athyana
Athyana es un género con dos especies de plantas de flores perteneciente a la familia Sapindaceae. 

## Especies seleccionadas
- Athyana weimannifolia
- Athyana weinmannifolia

- Datos: Q1937462
- Especies: Athyana